# Arrondissement d'Auxerre
L'arrondissement d'Auxerre est une division administrative française, située dans le département de l'Yonne et la région Bourgogne-Franche-Comté.

## Composition

### Composition avant 1926
De 1800 (an VIII) à 1926, l'arrondissement comprenait les cantons actuels, sauf :
- canton d'Aillant-sur-Tholon, canton de Bléneau, canton de Brienon-sur-Armançon, canton de Charny, canton de Joigny et canton de Saint-Fargeau, détachés en 1926 de l'ancien arrondissement de Joigny, supprimé à cette occasion et jamais restauré.

### Composition de 1926 à 2015
Composition de l'arrondissement depuis 1926 :
- Canton d'Aillant-sur-Tholon, qui groupe 20 communes :
  - Aillant-sur-Tholon, Branches, Champvallon, Chassy, Fleury-la-Vallée, Guerchy, Laduz, Merry-la-Vallée, Neuilly, Les Ormes, Poilly-sur-Tholon, Saint-Aubin-Château-Neuf, Saint-Martin-sur-Ocre, Saint-Maurice-le-Vieil, Saint-Maurice-Thizouaille, Senan, Sommecaise, Villemer, Villiers-sur-Tholon et Volgré.
- Canton d'Auxerre-Est, créé dans les années 1970, qui groupe 7 communes :
  - Augy, Auxerre (fraction de commune), Bleigny-le-Carreau, Champs-sur-Yonne, Quenne, Saint-Bris-le-Vineux et Venoy.
- Canton d'Auxerre-Nord, créé dans les années 1970, qui groupe 5 communes :
  - Appoigny, Auxerre (fraction de commune), Charbuy, Monéteau (fraction de commune) et Perrigny.
- Canton d'Auxerre-Nord-Ouest, créé dans les années 1970, limité à une seule commune :
  - Auxerre (fraction de commune).
- Canton d'Auxerre-Sud, créé dans les années 1970, qui groupe 3 communes :
  - Auxerre (fraction de commune), Chevannes et Vallan.
- Canton d'Auxerre-Sud-Ouest, créé dans les années 1970, qui groupe 3 communes :
  - Auxerre (fraction de commune), Saint-Georges-sur-Baulche et Villefargeau.
- Canton de Bléneau, qui groupe 7 communes :
  - Bléneau, Champcevrais, Champignelles, Rogny-les-Sept-Écluses, Saint-Privé, Tannerre-en-Puisaye et Villeneuve-les-Genêts.
- Canton de Brienon-sur-Armançon, qui groupe 10 communes :
  - Bellechaume, Brienon-sur-Armançon, Bussy-en-Othe, Chailley, Champlost, Esnon, Mercy, Paroy-en-Othe, Turny et Venizy.
- Canton de Chablis, qui groupe 11 communes :
  - Aigremont, Beine, Chablis, Chemilly-sur-Serein, Chichée, Chitry, Courgis, Fontenay-près-Chablis, Lichères-près-Aigremont, Préhy et Saint-Cyr-les-Colons.
- Canton de Charny, qui groupe 15 communes :
  - Chambeugle, Charny, Chêne-Arnoult, Chevillon, Dicy, La Ferté-Loupière, Fontenouilles, Grandchamp, Malicorne, Marchais-Beton, Perreux, Prunoy, Saint-Denis-sur-Ouanne, Saint-Martin-sur-Ouanne et Villefranche.
- Canton de Coulanges-la-Vineuse, qui groupe 12 communes :
  - Charentenay, Coulangeron, Coulanges-la-Vineuse, Escamps, Escolives-Sainte-Camille, Gy-l'Évêque, Irancy, Jussy, Migé, Val-de-Mercy, Vincelles et Vincelottes.
- Canton de Coulanges-sur-Yonne, qui groupe 10 communes :
  - Andryes, Coulanges-sur-Yonne, Crain, Étais-la-Sauvin, Festigny, Fontenay-sous-Fouronnes, Lucy-sur-Yonne, Mailly-le-Château, Merry-sur-Yonne et Trucy-sur-Yonne.
- Canton de Courson-les-Carrières, qui groupe 11 communes :
  - Courson-les-Carrières, Druyes-les-Belles-Fontaines, Fontenailles, Fouronnes, Lain, Merry-Sec, Molesmes, Mouffy, Ouanne, Sementron et Taingy.
- Canton de Joigny, qui groupe 10 communes :
  - Béon, Cézy, Champlay, Chamvres, Joigny, Looze, Paroy-sur-Tholon, Saint-Aubin-sur-Yonne, Villecien et Villevallier.
- Canton de Ligny-le-Châtel, qui groupe 12 communes :
  - La Chapelle-Vaupelteigne, Lignorelles, Ligny-le-Châtel, Maligny, Méré, Montigny-la-Resle, Pontigny, Rouvray, Varennes, Venouse, Villeneuve-Saint-Salves et *Villy.
- Canton de Migennes, qui groupe 8 communes :
  - Bassou, Bonnard, Brion, Charmoy, Chichery, Épineau-les-Voves, Laroche-Saint-Cydroine et Migennes.
- Canton de Saint-Fargeau, qui groupe 5 communes :
  - Lavau, Mézilles, Ronchères, Saint-Fargeau et Saint-Martin-des-Champs.
- Canton de Saint-Florentin, qui groupe 5 communes :
  - Chéu, Germigny, Jaulges, Saint-Florentin et Vergigny-Bouilly-Rebourseaux.
- Canton de Saint-Sauveur-en-Puisaye, qui groupe 10 communes :
  - Fontenoy, Lainsecq, Moutiers-en-Puisaye, Sainpuits, Sainte-Colombe-sur-Loing, Saints, Saint-Sauveur-en-Puisaye, Sougères-en-Puisaye, Thury et Treigny.
- Canton de Seignelay, qui groupe 10 communes :
  - Beaumont, Chemilly-sur-Yonne, Cheny, Gurgy, Hauterive, Héry, Monéteau (fraction de commune), Mont-Saint-Sulpice, Ormoy et Seignelay.
- Canton de Toucy, qui groupe 14 communes :
  - Beauvoir, Diges, Dracy, Égleny, Fontaines, Lalande, Leugny, Levis, Lindry, Moulins-sur-Ouanne, Parly, Pourrain, Toucy et Villiers-Saint-Benoît.
- Canton de Vermenton, qui groupe 13 communes :
  - Accolay, Arcy-sur-Cure, Bazarnes, Bessy-sur-Cure, Bois-d'Arcy, Cravant, Lucy-sur-Cure, Mailly-la-Ville, Prégilbert, Sacy, Sainte-Pallaye, Sery et Vermenton.

Avant les années 1970, la composition des cantons auxerrois était la suivante :
- ancien canton d'Auxerre-Est :
  - Augy, Auxerre (fraction de commune), Champs-sur-Yonne, Quenne, Saint-Bris-le-Vineux et Venoy. (Bleigny-le-Carreau était rattaché au canton de Courson-les-Carrières)
- ancien canton d'Auxerre-Est :
  - Appoigny, Auxerre (fraction de commune), Charbuy, Chevannes, Monéteau (commune entière), Perrigny, Saint-Georges-sur-Baulche, Vallan et Villefargeau, sans compter l'ancienne commune de Vaux, supprimée en 1972 et rattachée à Auxerre.

### Découpage communal depuis 2015
Depuis 2015, le nombre de communes des arrondissements varie chaque année soit du fait du redécoupage cantonal de 2014 qui a conduit à l'ajustement de périmètres de certains arrondissements, soit à la suite de la création de communes nouvelles. Le nombre de communes de l'arrondissement d'Auxerre est ainsi de 197 en 2015, 179 en 2016, 171 en 2017 et 170 en 2019.
Au 1er janvier 2024, l'arrondissement groupe les 170 communes suivantes :
1. Aigremont
2. Andryes
3. Appoigny
4. Augy
5. Auxerre
6. Bassou
7. Bazarnes
8. Beaumont
9. Beauvoir
10. Beine
11. Bellechaume
12. Béru
13. Bessy-sur-Cure
14. Beugnon
15. Bleigny-le-Carreau
16. Bléneau
17. Bonnard
18. Branches
19. Brienon-sur-Armançon
20. Butteaux
21. Carisey
22. Chablis
23. Chailley
24. Champcevrais
25. Champignelles
26. Champlost
27. Champs-sur-Yonne
28. La Chapelle-Vaupelteigne
29. Charbuy
30. Charentenay
31. Charmoy
32. Charny Orée de Puisaye
33. Chassy
34. Chemilly-sur-Serein
35. Chemilly-sur-Yonne
36. Cheny
37. Chéu
38. Chevannes
39. Chichée
40. Chichery
41. Chitry
42. Coulangeron
43. Coulanges-la-Vineuse
44. Coulanges-sur-Yonne
45. Courgis
46. Courson-les-Carrières
47. Crain
48. Deux Rivières
49. Diges
50. Dracy
51. Druyes-les-Belles-Fontaines
52. Égleny
53. Épineau-les-Voves
54. Escamps
55. Escolives-Sainte-Camille
56. Esnon
57. Étais-la-Sauvin
58. La Ferté-Loupière
59. Festigny
60. Fleury-la-Vallée
61. Fleys
62. Fontaines
63. Fontenay-près-Chablis
64. Fontenay-sous-Fouronnes
65. Fontenoy
66. Fouronnes
67. Germigny
68. Gurgy
69. Gy-l'Évêque
70. Hauterive
71. Les Hauts de Forterre
72. Héry
73. Irancy
74. Jaulges
75. Jussy
76. Lain
77. Lainsecq
78. Lalande
79. Laroche-Saint-Cydroine
80. Lasson
81. Lavau
82. Leugny
83. Levis
84. Lichères-près-Aigremont
85. Lignorelles
86. Ligny-le-Châtel
87. Lindry
88. Lucy-sur-Cure
89. Lucy-sur-Yonne
90. Mailly-la-Ville
91. Mailly-le-Château
92. Maligny
93. Mercy
94. Méré
95. Merry-la-Vallée
96. Merry-Sec
97. Mézilles
98. Migé
99. Migennes
100. Monéteau
101. Montholon
102. Montigny-la-Resle
103. Mont-Saint-Sulpice
104. Mouffy
105. Moulins-sur-Ouanne
106. Moutiers-en-Puisaye
107. Neuvy-Sautour
108. Nitry
109. Les Ormes
110. Ormoy
111. Ouanne
112. Parly
113. Paroy-en-Othe
114. Percey
115. Perrigny
116. Poilly-sur-Serein
117. Poilly-sur-Tholon
118. Pontigny
119. Pourrain
120. Prégilbert
121. Préhy
122. Quenne
123. Rogny-les-Sept-Écluses
124. Ronchères
125. Rouvray
126. Sainpuits
127. Saint-Bris-le-Vineux
128. Saint-Cyr-les-Colons
129. Saint-Fargeau
130. Saint-Florentin
131. Saint-Georges-sur-Baulche
132. Saint-Martin-des-Champs
133. Saint-Maurice-le-Vieil
134. Saint-Maurice-Thizouaille
135. Sainte-Pallaye
136. Saint-Privé
137. Saint-Sauveur-en-Puisaye
138. Saints-en-Puisaye
139. Seignelay
140. Sementron
141. Senan
142. Sery
143. Sommecaise
144. Sormery
145. Sougères-en-Puisaye
146. Soumaintrain
147. Tannerre-en-Puisaye
148. Thury
149. Toucy
150. Treigny-Perreuse-Sainte-Colombe
151. Trucy-sur-Yonne
152. Turny
153. Val-de-Mercy
154. Le Val d'Ocre
155. Vallan
156. Valravillon
157. Varennes
158. Venizy
159. Venouse
160. Venoy
161. Vergigny
162. Vermenton
163. Villefargeau
164. Villeneuve-les-Genêts
165. Villeneuve-Saint-Salves
166. Villiers-Saint-Benoît
167. Villiers-Vineux
168. Villy
169. Vincelles
170. Vincelottes

## Démographie
En 2022, l'arrondissement comptait 161 906 habitants.
| 1968    | 1975    | 1982    | 1990    | 1999    | 2006    | 2011    | 2016    | 2021    |
| ------- | ------- | ------- | ------- | ------- | ------- | ------- | ------- | ------- |
| 155 775 | 166 329 | 172 479 | 176 050 | 178 743 | 181 731 | 181 338 | 165 987 | 161 976 |

| 2022    | - | - | - | - | - | - | - | - |
| ------- | - | - | - | - | - | - | - | - |
| 161 906 | - | - | - | - | - | - | - | - |